# Zahnformel
Die Zahnformel (auch Gebissformel genannt) ist eine Übersicht über die bei Säugetieren vorkommenden Zähne. Sie wird in der Regel nur für eine Hälfte des Ober- und Unterkiefers dargestellt, da Gebisse immer vertikal spiegelsymmetrisch sind. Beim Menschen werden die Zähne in vier Quadranten aufgeteilt und vom 1. Schneidezahn nach hinten durchnummeriert. Bei Tieren werden die Zahnformen (als Buchstabe) und die jeweilige Nummer nebeneinandergestellt. Die vier Zahnformen sind I (Incisivus, Schneidezahn), C (Caninus, Eckzahn), P (Prämolar, Vormahlzahn) und M (Molar, Mahlzahn). Beispielsweise bezeichnet M1 den ersten Mahlzahn.
Die meisten Säugetiere vollziehen nach der Geburt einen Zahnwechsel. Im Milchgebiss sind immer weniger Zähne vorhanden als im bleibenden Gebiss.
Die Kenntnis der Zahnformeln ermöglicht das Erkennen von nicht ausgebildeten (Hypodontie) oder überzähligen Zähnen (Hyperdontie). In der Tierzucht werden solche Individuen häufig von der Zucht ausgeschlossen.
In der Zoologie wird eine kürzere Art von Zahnformeln verwendet, um die Gebisse verschiedener Arten oder höherer Taxa miteinander zu vergleichen: Hier wird ebenfalls nur jeweils eine Kieferhälfte dargestellt, jedoch die Anzahl der Zähne jeder Zahnart in der Reihenfolge „Schneidezähne · Eckzahn · Prämolaren · Molaren“ angegeben (siehe Beispiel beim Hund↓).

## Zahnformel verschiedener Lebewesen

### Zahnbenennung
Die Zahnbenennung beim Hund, beim Pferd und bei der Katze erfolgt nach dem Zahnschema nach Triadan. Der Zahnarzt Hugo Triadan hat es 1972 an der Universität Bern entwickelt. Er  hat sich an das FDI-Zahnschema des Menschen angelehnt. Im FDI-Schema werden die Quadranten-Ziffern der Kennziffer des Zahnes vorangestellt. Dabei werden die Quadranten gegen den Uhrzeigersinn durchnummeriert. Die Zähne wiederum werden jeweils von der Mitte aus nach hinten durchnummeriert. Im Triadan-Zahnschema sind zur Unterscheidung die Quadrantenziffern von den Zahnziffern durch eine „0“ getrennt. Demnach erhält der obere rechte Schneidezahn die Benennung „101“ (beim Menschen „11“), der untere linke Eckzahn die Benennung „304“, wobei nicht die Zahl, sondern die Ziffern getrennt ausgesprochen werden („drei – null – vier“).

### Mensch
Die in Europa übliche Zahnformel für menschliche Zähne wurde im Jahre 1970 von der der Fédération Dentaire Internationale als internationaler Standard festgelegt und wird als FDI-Schema bezeichnet. Dieses Zahnschema wird von Fachzeitschriften, in wissenschaftlichen Arbeiten und von Zahnärzten in vielen Ländern gebraucht. Daneben waren und sind einige andere Zahnschemata gebräuchlich.

### Hund
| 3 | · | 1 | · | 4 | · | 2 | = 42 |
| 3 | · | 1 | · | 4 | · | 3 | = 42 |

| 3 | · | 1 | · | 3 | · | 0 | = 28 |
| 3 | · | 1 | · | 3 | · | 0 | = 28 |

Das bleibende Gebiss der Hunde hat 42 Zähne. Es hat in jeder Kieferhälfte drei Schneidezähne (Incisivi, I), einen Fangzahn (Eckzahn) (Caninus, C), vier vordere Backenzähne (Prämolaren, P) und im Oberkiefer zwei, im Unterkiefer drei hintere Backenzähne (Molaren, M). Jeweils einer der Backenzähne, und zwar immer der drittletzte, ist besonders kräftig und wird als Reißzahn (Dens sectorius) bezeichnet. Im Oberkiefer ist es der P4, im Unterkiefer der M1. Beide greifen wie eine Schere ineinander und dienen zum Zerschneiden von Fleischstücken und zum Abtrennen von Fleisch von den Knochen, die beiden hinteren Backenzähne dienen dem Zermalmen der Nahrung.
Das Milchgebiss der Hunde hat 28 Zähne. Der P1 und die hinteren Backenzähne besitzen keine Milchzahnvorgänger. Die Zahnarten werden im Milchgebiss meist mit kleinen Buchstaben gekennzeichnet.

### Katze
| 3 | · | 1 | · | 3 | · | 1 | = 30 |
| 3 | · | 1 | · | 2 | · | 1 | = 30 |

| 3 | · | 1 | · | 3 | · | 0 | = 26 |
| 3 | · | 1 | · | 2 | · | 0 | = 26 |

Das bleibende Gebiss der Katzen hat nur 30 Zähne. Es hat in jeder Kieferhälfte 3 Schneidezähne (Incisivi, I) und einen Eck- oder Hakenzahn (Caninus, C). Im Oberkiefer sind 3, im Unterkiefer nur 2 vordere Backenzähne (Prämolaren, entsprechen P2–P4 bzw. P3 und P4) ausgebildet. In jeder Kieferhälfte ist nur ein hinterer Backenzahn (Molar, entspricht M1) vorhanden. Wie beim Hund bilden P4 und M1 ein Paar Reißzähne, die bei Katzen aber den vorletzten bzw. letzten Zahn der Zahnreihe stellen.
Das Milchgebiss der Katzen hat 26 Zähne. Die hinteren Backenzähne haben keine Milchzahnvorgänger.

### Hasenartige
Das bleibende Gebiss der Hasenartigen hat 28 Zähne. Es hat in jeder Kieferhälfte einen großen Schneidezahn (Nagezahn) (Dens incisivus major, I maj), hinter dem im Oberkiefer noch ein kleiner Stiftzahn (Dens incisivus minor, I min) steht. Der große und der dahinterliegende kleine Schneidezahn im Oberkiefer sind typisch für alle Hasenartigen und grenzen sie deutlich von den Nagetieren ab. Die vorderen großen Schneidezähne werden zwar auch als Nagezähne bezeichnet, Kaninchen sind aber keine Nagetiere. Eckzähne (Canini) sind nicht ausgebildet. Im Oberkiefer sitzen bei Hasenartigen 3, im Unterkiefer nur 2 vordere Backenzähne (Prämolaren, P). In jeder Kieferhälfte sind 3 hintere Backenzähne (Molaren, M) vorhanden.
Alle Zähne der Hasenartigen sind wurzellose Zähne. Sie haben eine zum Zahnfach hin offene Zahnhöhle (Pulpahöhle) und wachsen zeitlebens.
Grafisch lässt sich die Zahnformel der Hasenartigen so ausdrücken:
| I maj I min | — | P1 P2 P3 | M1 M2 M3 |
| I maj       | — | P1 P2 —  | M1 M2 M3 |

Das Milchgebiss der Hasenartigen hat 16 Zähne. Die großen Schneidezähne haben keine Milchzahnvorgänger, sondern sind bereits zur Geburt als bleibende Zähne durchgebrochen. Die kleinen Schneidezähne des Oberkiefers werden gewechselt. Die Molaren haben, wie üblich, keine Milchzahnvorgänger. Die Milchzähne werden mit kleinen Buchstaben gekennzeichnet (beachte aber das große I bei I maj, kein Milchzahn), die Zahnformel lässt sich also folgendermaßen darstellen:
| I maj i min | — | p1 p2 p3 |  |
| I maj       | — | p1 p2 —  |  |

### Nagetiere
Das wichtigste Merkmal am Gebiss der Nagetiere (Rodentia) sind die vergrößerten mittleren Schneidezähne (Nagezähne) im Ober- und im Unterkiefer.
Dabei haben Mäuse mit die härtesten Zähne mit einem Wert von 9,6 auf der Mohsschen Härteskala. (Ein Diamant hat den Wert 10).
Das bleibende Gebiss umfasst meist 16 oder 20 Zähne. Abweichungen (12 bis 28 Zähne) sind möglich.
Das Gebiss hat in jeder Kieferhälfte einen Schneidezahn (Dens incisivus, I, Nagezahn). Die Nagezähne des Unterkiefers sind meist länger als die des Oberkiefers. Hinter ihnen folgt eine als Diastema bezeichnete Lücke. Eckzähne sind nicht ausgebildet. Vordere Backenzähne (Prämolaren, P) sind bei den Mäuseverwandten (Myomorpha) ebenfalls nicht ausgebildet. Bei den übrigen Unterordnungen ist ein Prämolar vorhanden, beim Stummelschwanzhörnchen im Oberkiefer sogar zwei.   In jeder Kieferhälfte gibt es 3 hintere Backenzähne (Molaren, M).
Ein Zahnwechsel findet meist nicht statt (Monophyodontie), lediglich Meerschweinchenverwandte besitzen Milchzähne, die allerdings schon vor der Geburt durch die bleibenden ersetzt werden.
Die Nagezähne sind generell wurzellose Zähne. Sie haben eine zum Zahnfach hin offene Zahnhöhle (Pulpahöhle) und wachsen zeitlebens. Die Backenzähne haben dagegen bei den meisten Arten ein begrenztes Wachstum. Eine Ausnahme machen wiederum Meerschweinchenartige, bei denen alle Zähne wurzellos sind. Deshalb müssen bei Heimtieren auch die Backenzähne regelmäßig kontrolliert werden.
Für die meisten Nagetiere gilt die Formel:
| I1 | — | P1 | M1 M2 M3 |
| I1 | — | P1 | M1 M2 M3 |

Für  Mäuseverwandte (Myomorpha) gilt:
| I1 | — | — | M1 M2 M3 |
| I1 | — | — | M1 M2 M3 |

### Pferd

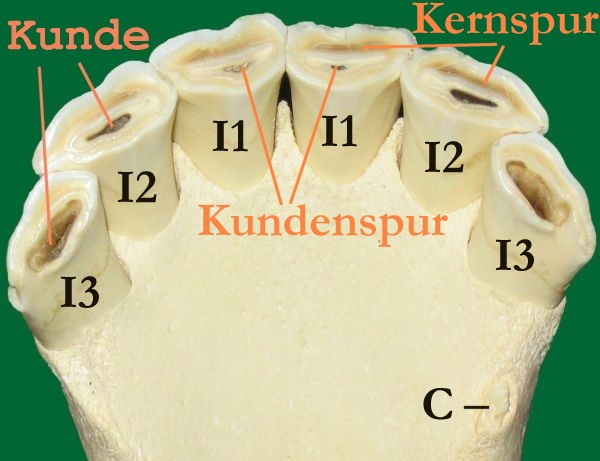
Schneidezähne des Unterkiefers eines Pferdes: I1–I3 Schneidezähne, C Caninus (Hengstzahn)

Das bleibende Gebiss der Pferde hat 36–44 Zähne. Die Variation kommt zustande, weil C und P1 fehlen können. Das Gebiss hat in jeder Kieferhälfte 3 Schneidezähne (Incisivi, I). Der Eck- oder Hakenzahn (Caninus, C) bricht meist nur bei Hengsten durch. Bei Stuten wird er zwar ebenfalls angelegt, durchbricht aber selten das Zahnfleisch. Der erste der 4 vorderen Backenzähne (Prämolaren, P) ist rudimentär und nicht bei allen Tieren ausgebildet. Wenn er angelegt ist, erscheint er nur als kleines stummelförmiges Zähnchen und wird als „Wolfszahn“ bezeichnet. Die 3 hinteren Backenzähne (Molaren, M) sind immer ausgebildet. Graphisch lässt sich die Zahnformel der Pferde so ausdrücken:
| I1 I2 I3 | C1 | (P1) P2 P3 P4 | M1 M2 M3 |
| I1 I2 I3 | C1 | (P1) P2 P3 P4 | M1 M2 M3 |

Das Milchgebiss der Fohlen hat 24–28 Zähne, in Abhängigkeit davon, ob die Milcheckzähne durchbrechen (was nur selten der Fall ist). Der Wolfzahn und die hinteren Backenzähne besitzen keine Milchzahnvorläufer, die Zahnformel lässt sich also folgendermaßen darstellen:
| i1 i2 i3 | (c1) | p2 p3 p4 |  |
| i1 i2 i3 | (c1) | p2 p3 p4 |  |

i1 und p2–4 brechen meist um die Geburt herum durch, i2 erscheint am Ende des ersten Lebensmonats, i3 mit etwa einem halben bis Dreivierteljahr.
Anhand des Zahndurchbruchs, des Zahnwechsels und der typischen Abnutzungserscheinungen der Zähne lässt sich bei Pferden das ungefähre Lebensalter bestimmen (siehe Zahnaltersschätzung).

### Schwein
Das bleibende Gebiss der Schweine hat 44 Zähne. Es hat in jeder Kieferhälfte 3 Schneidezähne (Incisivi, I) und einen Eck- oder Hakenzahn (Caninus, C). Die Mahlzähne werden in 4 vordere Backenzähne (Prämolaren, P) und 3 hintere Backenzähne (Molaren, M) untergliedert. Der P1 im Unterkiefer fehlt bei etwa einem Drittel der Individuen ein- oder beidseitig. Dies stellt keine Abnormität dar, sondern ist Zeichen der laufenden Evolution. Ist der P1 vorhanden, repräsentiert das Gebiss mit 44 Zähnen das ursprüngliche Säugergebiss. Alle 44 Zähne hat außer dem Schwein in Europa nur noch der Maulwurf.
Die Eckzähne der männlichen Tiere (Eber, Keiler) sind wurzellose Zähne. Sie haben eine zum Zahnfach hin offene Zahnhöhle (Pulpahöhle), wachsen zeitlebens und erreichen eine beachtliche Länge, sodass sie seitlich aus der Maulspalte herausragen. Bei männlichen Schweinen wird der Unterkiefereckzahn auch als Hauer oder „Gewehr“, der kürzere des Oberkiefers auch „Haderer“ genannt. Ober- und Unterkiefereckzähne schleifen sich gegenseitig an, sodass sie eine scharfe gefährliche Waffe darstellen. Bei Hausschweinen werden sie meist abgekniffen, um das Betreuungspersonal zu schützen.
Graphisch lässt sich diese Zahnformel so ausdrücken:
| I1 I2 I3 | C1 | P1 P2 P3 P4 | M1 M2 M3 |
| I1 I2 I3 | C1 | P1 P2 P3 P4 | M1 M2 M3 |

Das Milchgebiss der Ferkel/Frischlinge hat 28 Zähne. Der P1 und die Molaren besitzen keine Milchzahnvorläufer, die Zahnformel lässt sich also folgendermaßen darstellen:
| i1 i2 i3 | c1 | p2 p3 p4 |  |
| i1 i2 i3 | c1 | p2 p3 p4 |  |

### Wiederkäuer
Das bleibende Gebiss der Wiederkäuer (Rinder, Schafe, Ziegen …) hat 32 Zähne. Es hat in jeder Unterkieferhälfte 3 Schneidezähne (Incisivi, I), im Oberkiefer gibt es keine Schneidezähne. Der Eckzahn (Caninus, C) ist bei vielen Wiederkäuern ebenfalls nur im Unterkiefer vorhanden, lediglich bei einigen Hirschen kommt er vor. In jeder Kieferhälfte gibt es 3 vordere Backenzähne (Prämolaren, P), wobei phylogenetisch gesehen der erste fehlt und daher mit P2 zu zählen begonnen wird, sowie 3 hintere Backenzähne (Molaren, M). Graphisch lässt sich die Zahnformel der Wiederkäuer so ausdrücken:
| — — —    | —  | P2 P3 P4 | M1 M2 M3 |
| I1 I2 I3 | C1 | P2 P3 P4 | M1 M2 M3 |

Das Milchgebiss der Wiederkäuer hat 20 Zähne. Im Oberkiefer fehlen Schneide- und Eckzähne. Die hinteren Mahlzähne besitzen keine Milchzahnvorgänger, die Zahnformel lässt sich also folgendermaßen darstellen:
| — — —    | —  | p2 p3 p4 |  |
| i1 i2 i3 | c1 | p2 p3 p4 |  |

### Raubwild
Bei der folgenden Eselsbrücke werden nur die Molaren und Prämolaren einer Gebisshälfte genannt. Hinzu kommen jeweils drei Schneidezähne und ein Eckzahn.

### Merksätze
Fuchs und Hunde sind geblieben

oben sechs und unten sieben.

Den Mardern und den Dächsen

oben fünf und unten sechse.

Dem Iltis und dem Wieseltier

unten fünf und oben vier.

Und dem Otter im Gesümpf

oben fünf und unten fünf.

Nur die Katze, mit viel Geschrei,

hat oben vier und unten drei.

### Besonderheit
Der São-Tomé-Halskrausenflughund ist das einzige lebende Säugetier mit asymmetrischem Gebissaufbau, die Zahnformel mit I 2/1,5 C 1/1 P 3/3 M 2/3, was 33 Zähne im Gebiss ergibt. Diese ungewöhnliche Anordnung kommt dadurch zustande, dass entweder der rechte oder linke zweite Schneidezahn im Unterkiefer fehlt.
| I1 I2    | C1 | P1 P2 P3 | M1 M2 —  |
| I1 (I2*) | C1 | P1 P2 P3 | M1 M2 M3 |